# Stazione di Gordevio

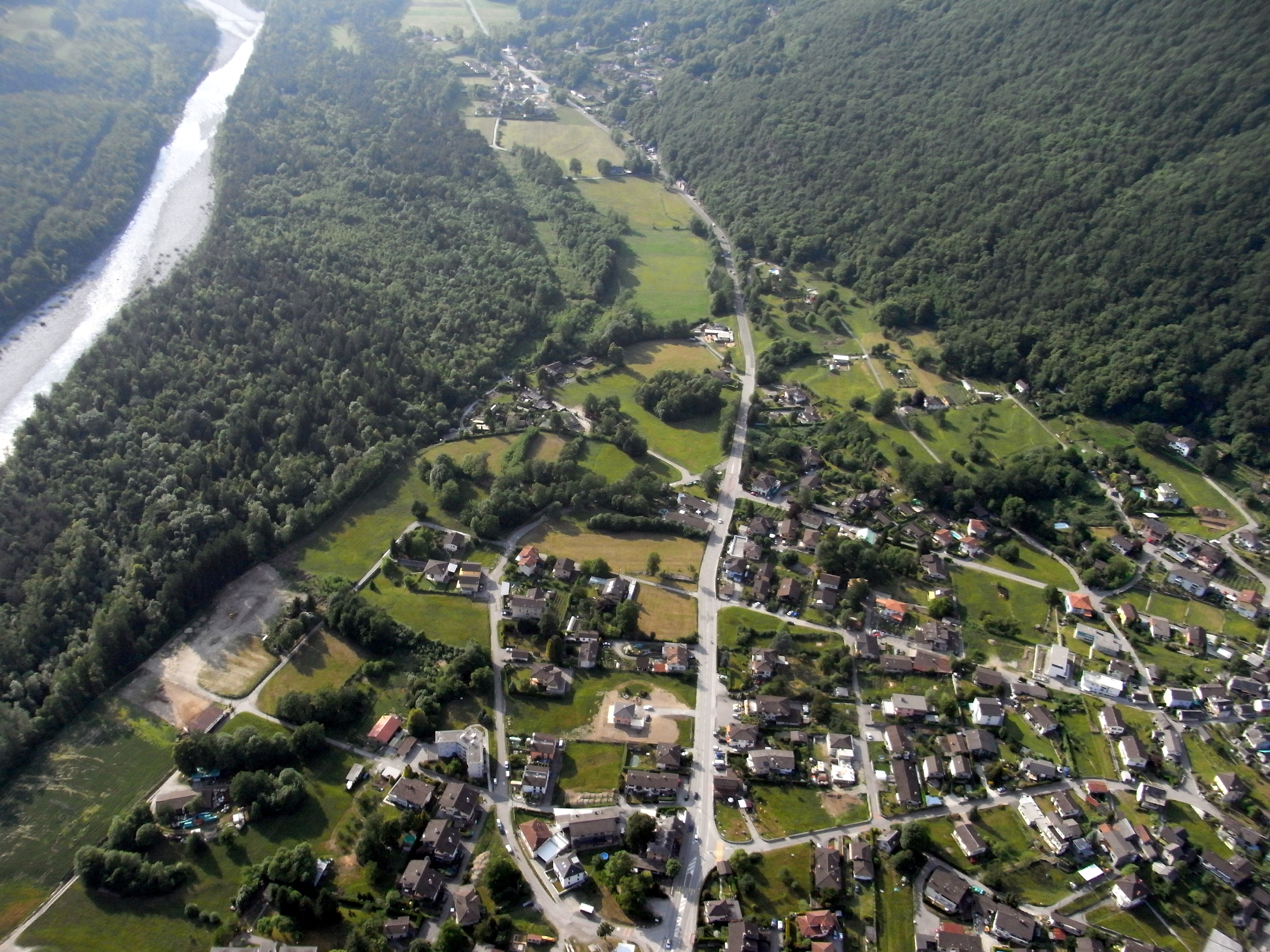
Panoramica di Gordevio in basso al centro il sito dove sorgeva la stazione

La stazione di Gordevio della Ferrovie Autolinee Regionali Ticinesi (FART) è stata una stazione ferroviaria, passante della ex ferrovia Locarno-Ponte Brolla-Bignasco ("Valmaggina") chiusa il 28 novembre 1965.

## Storia
La stazione venne inaugurata nel 1907 insieme alla linea Locarno-Bignasco. Continuò il suo esercizio fino alla sua chiusura avvenuta il 28 novembre 1965.

## Strutture e impianti
Era composto da un piccolo fabbricato viaggiatori con due binari. 
Non rimane traccia dell'infrastruttura: il fabbricato è stato demolito; i due binari vennero smantellati e sull'ex sedime ferroviario è presente un prato.